# Баршим, Мешал
Мешал Эсса Баршим (араб. مشعل عيسى برشم‎; род. 14 февраля 1998, Доха) — катарский футболист суданского происхождения, вратарь клуба «Аль-Садд» и сборной Катара. Младший брат легкоатлета Мутаза Баршима.

## Карьера

### Клубная
Дебютировал в профессиональном футболе 1 декабря 2017 года за «Аль-Садд» в матче против «Аль-Хора», который закончился победой «Аль-Садда» со счётом 3:2. В составе «Аль-Садда» он три раза становился чемпионом страны и два раза стал обладателем Кубка Катара.

### Карьера в сборной
Вошёл в состав сборной Катара на Золотой Кубок 2021 года. На турнире он был основным вратарём, сыграв в 5 матчах сборной, а Катар дошёл до полуфинала, где с минимальным счётом уступил будущему чемпиону турнира сборной США со счётом 0:1.
Был включён в итоговую заявку команды на домашний и дебютный для сборной чемпионат мира 2022 года. На турнире сыграл в двух матчах со сборными Сенегала (1:3) и Нидерландов (0:2), в которых катарцы потерпели поражения, завершив борьбу на групповом этапе, не набрав при этом ни одного очка.

## Личная жизнь
Два его старших брата Мутаз и Муамер легкоатлеты, специализирующиеся по прыжкам в высоту.

## Достижения
«Аль-Садд»
- Чемпион Катара (3): 2018/2019, 2020/2021, 2021/2022
- Обладатель Кубка Катара (2): 2020, 2021
- Обладатель Кубка эмира Катара (2): 2020, 2021
- Обладатель Кубка шейха Яссима: 2019

Сборная Катара
- Обладатель Кубка Азии: 2023